# Сберегательный вклад
Сберегательный вклад — банковский вклад, предназначенный для непрерывного накопления средств для крупных покупок. Особенностью данного вклада является то, что счёт можно пополнять достаточно мелкими суммами, к тому же возможно частичное изъятие средств. Все операции по зачислению и списанию денег отражаются на сберегательном счету. Для отражения операций могут использоваться сберегательные книжки.

## История
К началу 1905 года в России насчитывалось 5127,1 тысяч вкладчиков, из них 94,3% были физическими лицами, а 5,7% - юридическими. Сумма их денежных вкладов и вкладов в процентных бумагах составляли 1105,7 миллионов рублей. Работало 6558 сберегательных касс. Приток вкладов в сберегательные кассы был интенсивнее в январе, феврале и июне. В это время суммы взносов превышали суммы выдач. В августе, сентябре и октябре нередко суммы выдач превышали суммы взносов. В ноябре и декабре взносы опять возрастали, а выдачи понижались.

## Описание
По таким счетам, как и по вкладам до востребования, не предусмотрено определённого срока хранения. В то же время порядок изъятия средств со счёта чётко отслеживается. По сберегательным счетам устанавливается определённый период предварительного уведомления банка о предстоящем изъятии. Длительность такого периода может колебаться от 7 до 90 дней. При этом чем больше период уведомления, тем выше процентная ставка по вкладу. Часто банки ограничивают число изъятий со сберегательного счёта (например, не более двух раз в год) или устанавливают лимиты частичного изъятия и лимиты неснижаемого остатка на счёте.
Сберегательный вклад вносится в банк на фиксированный срок. Сберегательный вклад с дополнительными взносами включает в себя сумму вклада, и выплату, которая должна быть совершена через определенный срок. Текущие сберегательные вклады необходимы для зачисления пенсии, зарплаты, совершения оплаты регулярных платежей. 
Существует понятие строительного сберегательного вклада. Под этим термином подразумевается денежная сумма, которую вносит вкладчик в строительную сберегательную кассу, в соответствии с существующим договором накопления сбережений для улучшения жилищных условий.